# Esteban Chaix
Esteban Chaix Isniel (Játiva, Valencia, 1759 - Madrid, 1813) fue un científico y poeta español, hermano del matemático y astrónomo José Chaix.
Fue miembro de la Real Sociedad Económica de Amigos del País, para la que realizó un estudio titulado Memoria sobre las lagunas y terrenos de este reino y los medios para su desecación, en el que proponía posibles modos para la desecación de varios pantanos y estanques de la zona de Levante. Asimismo, fue autor de varios poemas de temática típica de la época de la Ilustración.

## Obras
- Memoria sobre las lagunas y terrenos de este reino y los medios para su desecación (1802)

### Poemas
- Oda al arte de escribir (1799)
- Oda a la paz (1802)
- Silva en el elogio de las nobles artes